# Phaegoptera schaefferi
Phaegoptera schaefferi là một loài bướm đêm thuộc phân họ Arctiinae, họ Erebidae.